# Olympische Winterspiele 2018/Snowboard – Snowboardcross (Frauen)
Der Snowboardcross-Wettbewerb der Frauen bei den Olympischen Winterspielen 2018 wurde am 16. Februar 2018 im Bokwang Phoenix Park ausgetragen. Olympiasiegerin wurde die Italienerin Michela Moioli, vor Julia Pereira de Sousa Mabileau aus Frankreich und der Tschechin Eva Samková.

## Ergebnisse

### Platzierungsrunde
| Rang | Athletin                        | Land                             | 1. Lauf | 2. Lauf | Bester Lauf |
| ---- | ------------------------------- | -------------------------------- | ------- | ------- | ----------- |
| 1    | Eva Samková                     | Tschechien                       | 1:16,84 | –       | 1:16,84     |
| 2    | Michela Moioli                  | Italien                          | 1:16,97 | –       | 1:16,97     |
| 3    | Faye Gulini                     | Vereinigte Staaten               | 1:17,74 | –       | 1:17,74     |
| 4    | Lindsey Jacobellis              | Vereinigte Staaten               | 1:18,05 | –       | 1:18,05     |
| 5    | Charlotte Bankes                | Frankreich                       | 1:18,18 | –       | 1:18,18     |
| 6    | Chloé Trespeuch                 | Frankreich                       | 1:18,51 | –       | 1:18,51     |
| 7    | Simona Meiler                   | Schweiz                          | 1:18,95 | –       | 1:18,95     |
| 8    | Nelly Moenne-Loccoz             | Frankreich                       | 1:20,23 | –       | 1:20,23     |
| 9    | Alexandra Schekowa              | Bulgarien                        | 1:20,23 | –       | 1:20,23     |
| 10   | Belle Brockhoff                 | Australien                       | 1:20,34 | –       | 1:20,34     |
| 11   | Meghan Tierney                  | Vereinigte Staaten               | 1:20,52 | –       | 1:20,52     |
| 12   | Marija Wassilzowa               | Olympische Athleten aus Russland | 1:20,57 | –       | 1:20,57     |
| 13   | Zoe Bergermann                  | Kanada                           | 1:21,57 | 1:18,65 | 1:18,65     |
| 14   | Kristina Paul                   | Olympische Athleten aus Russland | 1:21,93 | 1:19,93 | 1:19,93     |
| 15   | Julia Pereira de Sousa Mabileau | Frankreich                       | 1:21,72 | 1:20,17 | 1:20,17     |
| 16   | Alexandra Hasler                | Schweiz                          | 1:20,87 | 1:20,49 | 1:20,49     |
| 17   | Zoe Gillings-Brier              | Großbritannien                   | 1:20,99 | 1:20,84 | 1:20,84     |
| 18   | Carle Brenneman                 | Kanada                           | 1:21,57 | 1:20,89 | 1:20,89     |
| 19   | Raffaella Brutto                | Italien                          | DNF     | 1:21,14 | 1:21,14     |
| 20   | Tess Critchlow                  | Kanada                           | 1:21,39 | 1:21,83 | 1:21,39     |
| 21   | Lara Casanova                   | Schweiz                          | 1:22,26 | DNS     | 1:22,26     |
| 22   | Jana Fischer                    | Deutschland                      | 1:22,92 | DNF     | 1:22,92     |
| 23   | Zuzanna Smykała                 | Polen                            | 1:23,41 | 1:23,44 | 1:23,41     |
| 24   | Vendula Hopjáková               | Tschechien                       | DNF     | DNF     | DNF         |
|      | Meryeta Odine                   | Kanada                           | DNS     | DNS     | DNS         |
|      | Isabel Clark Ribeiro            | Brasilien                        | DNS     | DNS     | DNS         |

### Viertelfinale

#### Lauf 1
| Rang | Athletin            | Land           | Anmerkung |
| ---- | ------------------- | -------------- | --------- |
| 1    | Alexandra Schekowa  | Bulgarien      | Q         |
| 2    | Eva Samková         | Tschechien     | Q         |
| 3    | Nelly Moenne-Loccoz | Frankreich     | Q         |
| 4    | Zoe Gillings-Brier  | Großbritannien |           |
| 5    | Alexandra Hasler    | Schweiz        |           |
|      | Vendula Hopjáková   | Tschechien     | DNS       |

#### Lauf 2
| Rang | Athletin           | Land                             | Anmerkung |
| ---- | ------------------ | -------------------------------- | --------- |
| 1    | Lindsey Jacobellis | Vereinigte Staaten               | Q         |
| 2    | Tess Critchlow     | Kanada                           | Q         |
| 3    | Charlotte Bankes   | Frankreich                       | Q         |
| 4    | Lara Casanova      | Schweiz                          |           |
|      | Marija Wassilzowa  | Olympische Athleten aus Russland | DNF       |
|      | Zoe Bergermann     | Kanada                           | DNF       |

#### Lauf 3
| Rang | Athletin         | Land                             | Anmerkung |
| ---- | ---------------- | -------------------------------- | --------- |
| 1    | Chloé Trespeuch  | Frankreich                       | Q         |
| 2    | Kristina Paul    | Olympische Athleten aus Russland | Q         |
| 3    | Raffaella Brutto | Italien                          | Q         |
| 4    | Jana Fischer     | Deutschland                      |           |
| 5    | Meghan Tierney   | Vereinigte Staaten               |           |
| 6    | Faye Gulini      | Vereinigte Staaten               |           |

#### Lauf 4
| Rang | Athletin                        | Land       | Anmerkung |
| ---- | ------------------------------- | ---------- | --------- |
| 1    | Michela Moioli                  | Italien    | Q         |
| 2    | Julia Pereira de Sousa Mabileau | Frankreich | Q         |
| 3    | Belle Brockhoff                 | Australien | Q         |
| 4    | Carle Brenneman                 | Kanada     |           |
| 5    | Zuzanna Smykała                 | Polen      |           |
| 6    | Simona Meiler                   | Schweiz    |           |

### Halbfinale

#### Lauf 1
| Rang | Athletin            | Land               | Anmerkung |
| ---- | ------------------- | ------------------ | --------- |
| 1    | Eva Samková         | Tschechien         | Q         |
| 2    | Lindsey Jacobellis  | Vereinigte Staaten | Q         |
| 3    | Alexandra Schekowa  | Bulgarien          | Q         |
| 4    | Tess Critchlow      | Kanada             |           |
| 5    | Nelly Moenne-Loccoz | Frankreich         |           |
|      | Charlotte Bankes    | Frankreich         | DNF       |

#### Lauf 2
| Rang | Athletin                        | Land                             | Anmerkung |
| ---- | ------------------------------- | -------------------------------- | --------- |
| 1    | Michela Moioli                  | Italien                          | Q         |
| 2    | Chloé Trespeuch                 | Frankreich                       | Q         |
| 3    | Julia Pereira de Sousa Mabileau | Frankreich                       | Q         |
|      | Kristina Paul                   | Olympische Athleten aus Russland | DNF       |
|      | Belle Brockhoff                 | Australien                       | DNF       |
|      | Raffaella Brutto                | Italien                          | DNF       |

### Finalläufe

#### Kleines Finale
| Rang | Athletin            | Land                             | Anmerkung |
| ---- | ------------------- | -------------------------------- | --------- |
| 1    | Charlotte Bankes    | Frankreich                       |           |
| 2    | Raffaella Brutto    | Italien                          |           |
| 3    | Tess Critchlow      | Kanada                           |           |
| 4    | Nelly Moenne-Loccoz | Frankreich                       |           |
| 5    | Belle Brockhoff     | Australien                       |           |
| 6    | Kristina Paul       | Olympische Athleten aus Russland | DNF       |

#### Finale
| Rang | Athletin                        | Land               | Anmerkung |
| ---- | ------------------------------- | ------------------ | --------- |
| 1    | Michela Moioli                  | Italien            |           |
| 2    | Julia Pereira de Sousa Mabileau | Frankreich         |           |
| 3    | Eva Samková                     | Tschechien         |           |
| 4    | Lindsey Jacobellis              | Vereinigte Staaten |           |
| 5    | Chloé Trespeuch                 | Frankreich         |           |
| 6    | Alexandra Schekowa              | Bulgarien          |           |